# 주민등록번호변경위원회
주민등록번호변경위원회(住民登錄番號變更委員會)은 주민등록번호의 변경에 관한 사항을 심사·의결하는 사무를 관장하는 대한민국 행정안전부의 소속기관이다. 2017년 5월 30일 발족하였으며, 세종특별자치시 가름로 143, 행정안전부 제2별관에 위치하고 있다. 위원장은 임기제공무원으로 보한다.

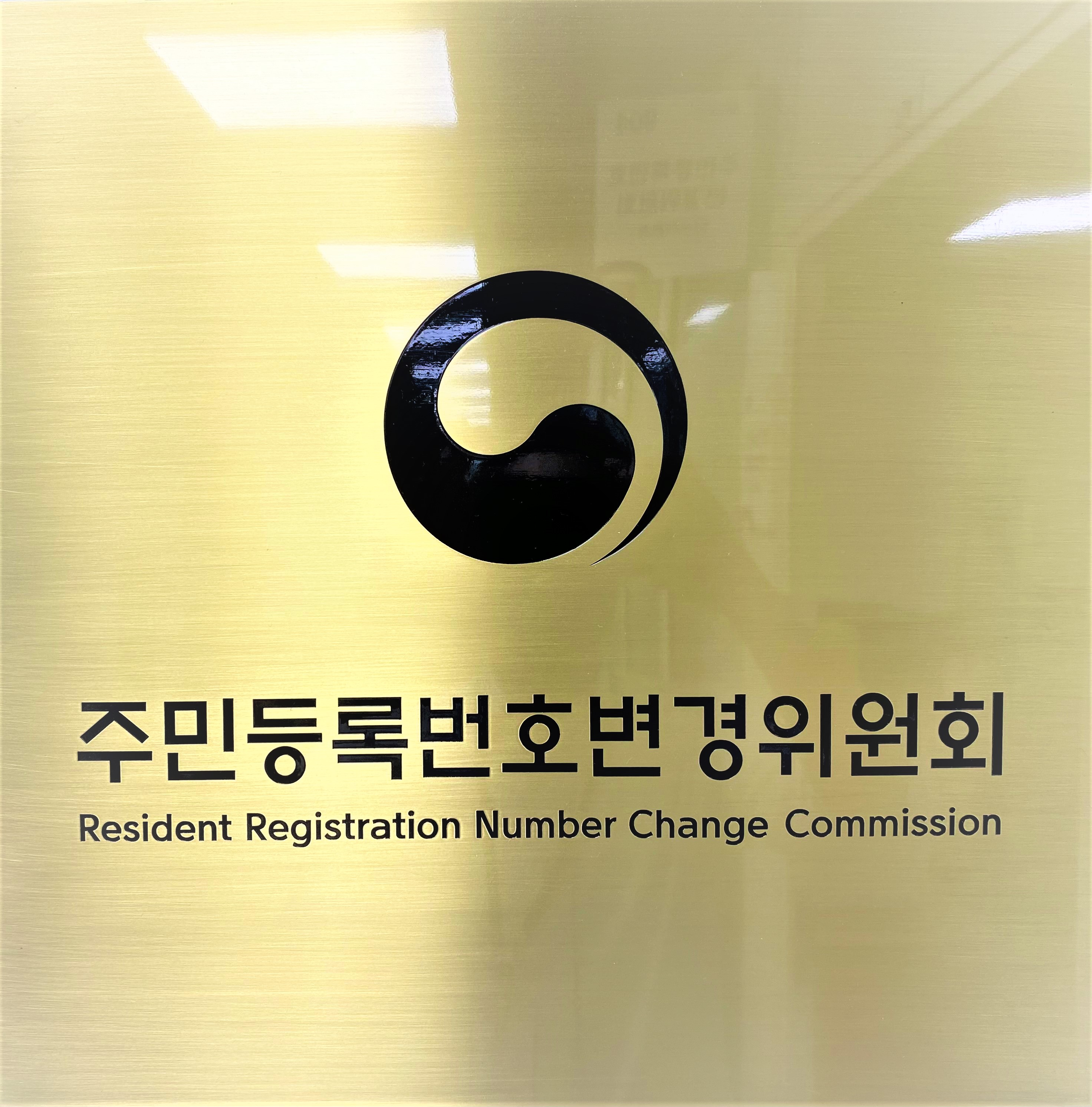
주민등록번호변경위원회 현판

## 설치 근거 및 소관 업무

### 설치 근거
- 「주민등록법」 제7조의5제1항[2]
- 「행정안전부와 그 소속기관 직제」 제2조제3항[3]

### 소관 업무
- 주민등록번호 변경 신청 및 이의 신청의 접수·사실조사·결과통지 및 기록관리
- 주민등록번호 변경 관련 사례 조사·분석 및 관련 통계 작성·관리
- 주민등록번호 변경 제도의 연구
- 주민등록번호 변경 제도에 대한 지방자치단체 교육·지도 및 지원
- 주민등록번호 변경 제도 관련 민원 안내·상담
- 주민등록번호 변경 제도 관련 대외 홍보

## 연혁
- 2015년 12월 : 헌법재판소, "주민등록법이 번호변경을 규정하지 않음은 헌법 불합치" 결정
- 2016년 5월 : 주민등록번호 변경제도 도입을 위한 주민등록법 개정안 공포
- 2016년 8월 : 주민등록번호변경제도추진단 설치
- 2017년 5월 : 제1기 주민등록번호변경위원회 출범
- 2019년 5월 : 제2기 주민등록번호변경위원회 출범
- 2020년 8월 : 주민등록번호변경위원회 세종시 이전
- 2020년 10월 : 민간참여확대를 위한 주민등록법 시행령 개정(정부위원 감축)
- 2021년 8월 : 제3기 주민등록번호변경위원회 출범

## 조직

### 주민등록번호변경위원회 위원
| 위원장 (민간) | 위원수                  | 성별 | 성별 | 분야별현황 | 분야별현황 | 분야별현황 | 분야별현황 | 분야별현황 |
| 위원장 (민간) | 위원수                  | 남   | 여   | 학계       | 법조계     | 수사기관   | 여성단체   | 정부위원   |
| ------------- | ----------------------- | ---- | ---- | ---------- | ---------- | ---------- | ---------- | ---------- |
| 최상철        | 11명 (민간9명, 정부2명) | 7명  | 4명  | 2명        | 5명        | 1명        | 1명        | 2명        |

### 하부조직
사무국
- 심사지원과[5]

## 같이 보기
- 주민등록번호